# Luc Estang
Luc Estang, pseudonimo di Lucien Bastard (Parigi, 1911 – 25 luglio 1992), è stato uno scrittore francese.

## Biografia
Fu cristiano convinto e moralista, spesso critico nei confronti del comunismo, sul quale scrisse nel 1957 L'interrogatorio. È noto in particolar modo per le sue poesie (Al di là di me stesso, 1938) e per la trilogia Cura d'anime (1949-1954).
Nel 1968 pubblicò il romanzo L'apostata, di discreto successo.
Per l'insieme della sua opera letteraria ricevette nel 1962 il Gran premio di letteratura dell'Accademia francese.

## Opere

### Poesia
- Au-delà de moi-même, 1938.
- Transhumances, 1939.
- Puissances du matin, 1941.
- le Mystère apprivoisé,  1943.
- Les Béatitudes, 1945.
- Les Sens apprennent, 1947.
- Le Poème de la mer, 1950.
- Les Quatre éléments, poemi 1937-1955, 1956.
- D'une nuit noire et blanche, 1962.
- La Laisse du temps, 1977.
- Corps à cœur, 1977.
- Mémorable planète, 1991.

### Saggi e biografie
- Petite Histoire du romantisme, 1940.
- Le passage du Seigneur, 1945.
- Invitation à la poésie, 1943.
- Ce que je crois, 1956.
- Antoine de Saint-Exupéry, 1958 (noto anche come Saint-Exupery par lui-meme);
  - Saint-Exupery, traduzione di Antonella Corato Pistamiglio, SEI, Torino 1976
- Julien Green, (con Robert de Saint-Jean), ed. du Seuil, 1990.

### Romanzi
- Trilogia: Charges d'âmes :
  - Les Stigmates, 1949 (Grand Prix de la Societé des Gens de Lettres du roman 1950).
    - La paura che ride, trad. di Aldo Calesella, ed. Massimo, Milano 1958.

  - Cherchant qui dévorer, 1951.
  - Les Fontaines du grand abîme, 1954.
- L'Interrogatoire, 1957. 
  - L'interrogatorio, S. E. I., Torino 1960
- L'horloger du Cherche-Midi, 1959.
- Le Bonheur et le salut, 1961.
- Que ces mots répondent, 1964.
- Le Jour de Caïn, 1967.
- L’Apostat, 1968.
- La Fille à l'oursin, 1971, Éditions du Seuil, (Prix Maison de la Presse 1971).
- Boislevent, 1975.
- Il était un p'tit homme, 1975.
- Les Déicides, 1980.
- Les femmes de M. Legouvé, 1983.
- Le Loup meurt en silence, 1984.
- Le démon de pitié, 1987.
- Celle qui venait du rêve, 1989.

## Premi letterari
- 1938: Prix Artigue per Au delà de moi-même[1]
- 1943: Prix Le Fèvre-Deumier per Le mystère apprivoisé[1]
- 1950: Prix de la Société des gens de lettres[2]
- 1962: Grand Prix de littérature de l'Académie française per l'insieme della sua opera
- 1971: Prix des Maisons de la Presse per La Fille à l'oursin[3]